# Oplage
Een oplage is het aantal exemplaren van bijvoorbeeld een boek, drukwerk, tijdschrift of krant dat voor één publicatiegelegenheid gedrukt wordt.
De oplage van kranten en tijdschriften wordt in Nederland geregistreerd, gecontroleerd en gepubliceerd door het HOI, Instituut voor Media Auditing en in België door het CIM, het Centrum voor Informatie over de Media.
Bij boeken heeft het woord oplage ook een andere betekenis, namelijk als synoniem voor druk (editie): de gezamenlijke exemplaren die gelijktijdig worden gedrukt en in de handel gebracht. Het woord wordt vooral gebruikt als het gaat om een ongewijzigde herdruk. Bij sommige boeken worden herziene edities en oplagen afzonderlijk genummerd, bijvoorbeeld de vierde oplage van de tweede druk.